# Comuna Roșia Montană, Alba
Roșia Montană (în maghiară: Verespatak, în germană: Goldbach, Rotseifen) este o comună în județul Alba, Transilvania, România, formată din satele Bălmoșești, Blidești, Bunta, Cărpiniș, Coasta Henții, Corna, Curături, Dăroaia, Gârda-Bărbulești, Gura Roșiei, Iacobești, Ignățești, Roșia Montană (reședința), Șoal, Țarina și Vârtop.

## Demografie
Componența etnică a comunei Roșia Montană
     Români (74,05%)
     Romi (16,27%)
     Alte etnii (0,08%)
     Necunoscută (9,6%)
Componența confesională a comunei Roșia Montană
     Ortodocși (80,81%)
     Penticostali (4,94%)
     Romano-catolici (2,27%)
     Alte religii (2,06%)
     Necunoscută (9,93%)
Conform recensământului efectuat în 2021, populația comunei Roșia Montană se ridică la 2.428 de locuitori, în scădere față de recensământul anterior din 2011, când fuseseră înregistrați 2.656 de locuitori. Majoritatea locuitorilor sunt români (74,05%), cu o minoritate de romi (16,27%), iar pentru 9,6% nu se cunoaște apartenența etnică. Din punct de vedere confesional, majoritatea locuitorilor sunt ortodocși (80,81%), cu minorități de penticostali (4,94%) și romano-catolici (2,27%), iar pentru 9,93% nu se cunoaște apartenența confesională.

## Politică și administrație
Comuna Roșia Montană este administrată de un primar și un consiliu local compus din 11 consilieri. Primarul, , de la , este în funcție din . Începând cu alegerile locale din 2020, consiliul local are următoarea componență pe partide politice:

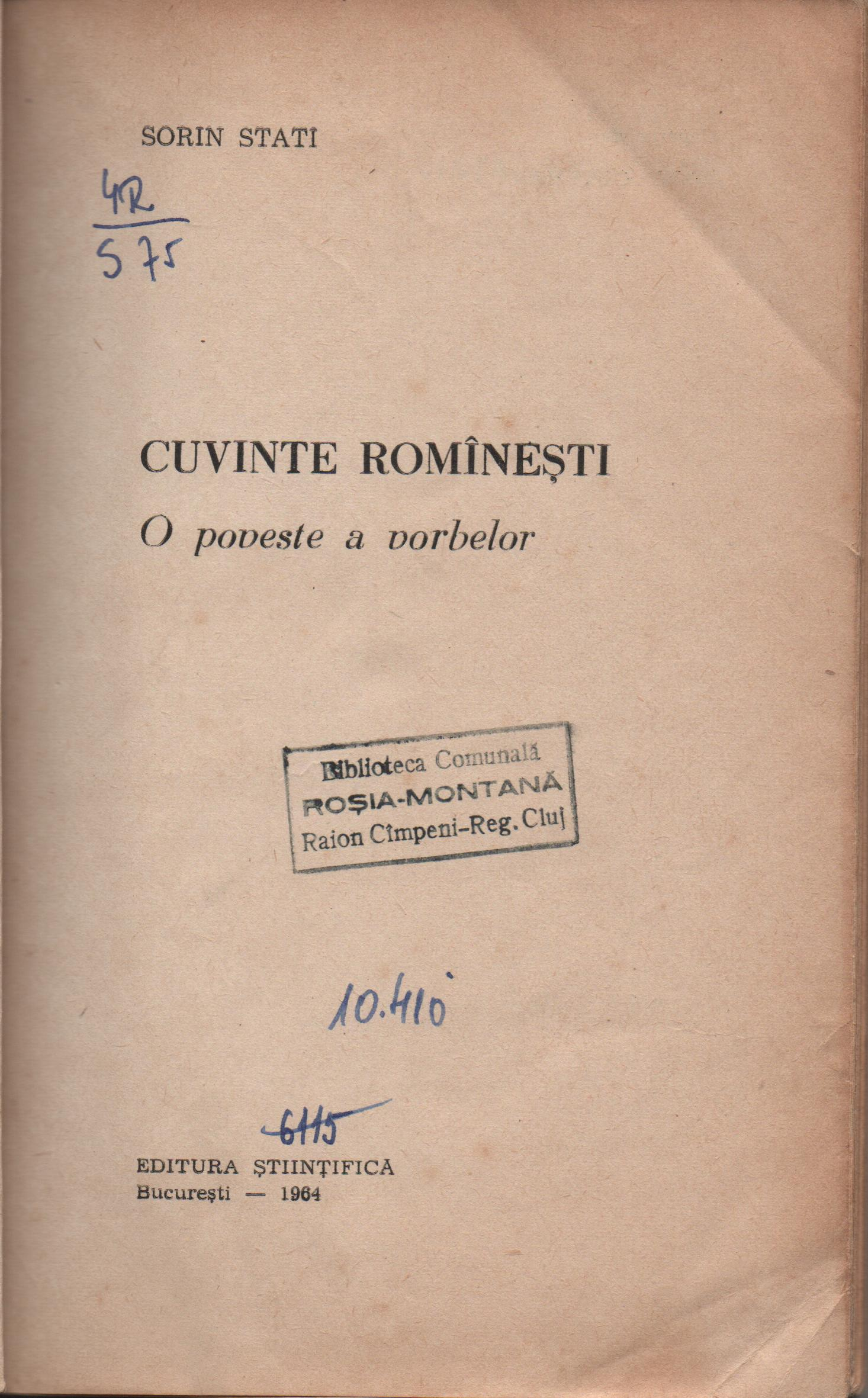
Cartea "Cuvinte Rominești" de 1964, cu ștampila bibliotecii dîn Roșia Montană (care nu mai există)

|  | Partid                                          | Consilieri | Componența Consiliului | Componența Consiliului | Componența Consiliului |
|  | ----------------------------------------------- | ---------- | ---------------------- | ---------------------- | ---------------------- |
|  | Partidul Social Democrat                        | 3          |                        |                        |                        |
|  | Partidul Național Liberal                       | 3          |                        |                        |                        |
|  | Partidul Alternativa pentru Demnitate Națională | 2          |                        |                        |                        |
|  | Partidul Alianța Liberalilor și Democraților    | 2          |                        |                        |                        |
|  | Partidul PRO România                            | 1          |                        |                        |                        |

## Atracții turistice
- Biserica „Sfânta Treime” din satul Cărpiniș
- Lacurile artificiale: „Tăul Mare”, „Tăul Cornii”, „Tăul Brazi”, „Tăul Țarinii”
- Situl arheologic „Piatra Despicată”
- Situl arheologic „Piatra Corbului”
- Cetatea „Alburnus Maior” de pe Dealul cetății din satul Roșia Montană
- Muzeul mineritului din satul Roșia Montană
- Monumentul Eroilor din Roșia Montană
- Rezervația naturală „Avenul din Hoanca Urzicarului” (1 ha), satul Vârtop

## Transporturi
Haltă de cale ferată a Mocăniței lângă satul Gura Roșiei. Halta este înscrisă pe lista monumentelor istorice din județul Alba, elaborată de Ministerul Culturii si Patrimoniului Național din România în anul 2010 (cod: AB-II-m-B-20914.02).
“Mocănița” circulă ocazional între Abrud și Câmpeni (curse turistice locale), cu oprire și în această stație.

## Personalități
- Simion Balint (1810-1880), preot greco-catolic și revoluționar român
- Iosif Hodoș (1829 - 1880), istoric și om politic român, avocat, publicist, membru fondator (1866) al Academiei Române.
- Enea Hodoș (1858-1945), folclorist român, membru corespondent al Academiei Române